# 莒光號列車
莒光號列車，通稱莒光號，是臺鐵的鐵路客車車種之一，為次於自強號列車的第二級客車車種。其「莒光」之命名，來自「毋忘在莒」成語故事。

## 歷史

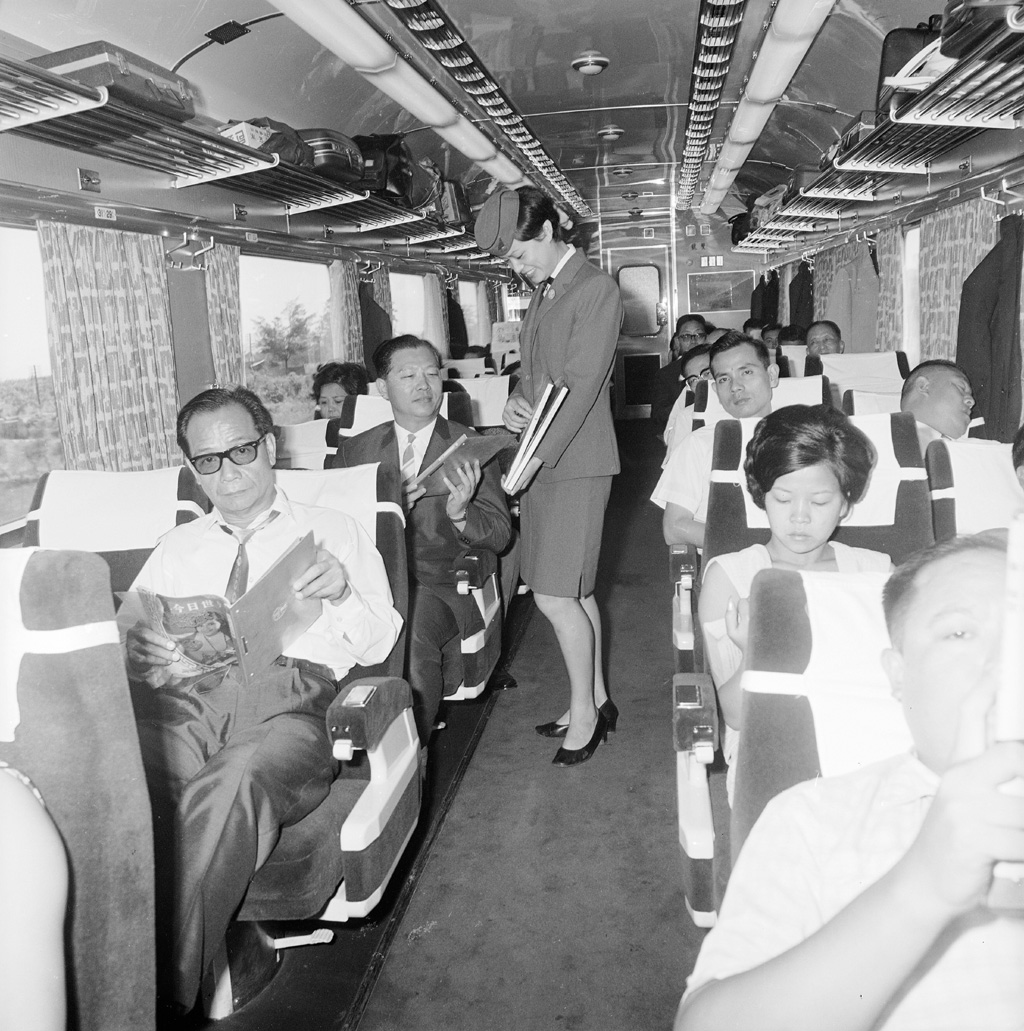
莒光號列車乘務員（1970年）

1970年，臺鐵向世界銀行貸款購車以提升轄下車輛數量，其中最重要的客車車輛就是購自日本車輛與日立製作所合作生產的35SP32850型共27輛，是為初代莒光號客車。
1970年2月3日，27輛由R100型柴電機車牽引的莒光號正式投入營運，為當日臺北至臺中間的1011－1014列次。票價則為當時普通車3倍之多的117元。同年2月20日莒光號則參加了臺北至高雄間的西部幹線營運。
除了首批莒光號之外，1970年代台鐵陸續增備莒光號客車。先是引進第2批日本車輛、日立合作生產的35SP32950型，再向唐榮鐵工廠以「租購」的名義購買35SP32600型（現已全數報廢除籍）。並配合政策將原為觀光號的35SP32720型、35SP32750型及35SP32800型等車廂更新為莒光號。雖然車型不同，但車身都為白底淺藍色啞鈴塗裝、單車門、6大窗，內裝則有地毯與絲絨沙發座椅。
莒光號在縱貫線鐵路電氣化完工後，將車身全面塗裝成橘色並加上1條白線，並繼續增備，其中不乏有名義上是舊車更新的車型。除了10000系列維持過往的6大窗設計外，後續車型為避免車廂於空調故障時影響通風，將靠近車門處的大窗改為兩個小窗，其中一個為可以部分打開的緊急通風窗。
1986年台鐵開始引進車頂冷氣型莒光號（10200系列），此型莒光號和先前推出的35SPK2200型復興號一樣，將空調機移至車頂，並使用不銹鋼輕量化車頂，車廂從單車門改為一車廂雙車門（摺疊門）。同時這批莒光號亦包含了臺鐵最初的身障車35FPK11300型。
1995年之後新造或改造出產的各型莒光號皆配置有雙車門（自動門）、LED裝置，客守車（該車廂設有車長室）另設有身障專用設施。此種部分新改造的莒光號，常被稱為「新莒光號」（但僅10400系列為新造車，後期新改造的莒光號嚴格來說不能算是新車廂，所以此說法未臻正確），其中10500系列全數由車頂冷氣復興號改造，10600系列則由單側車門之莒光號或復興號車廂改造。2005年底止，臺鐵莒光號客車數量為441輛，其中不包含改裝完畢的商務車等。
雖然在自強號列車加入營運之後，莒光號成為次一等級的旅客列車，但是由於自強號車輛數較少，故莒光號至1996年前仍為台鐵最主力的對號列車。然1996年台鐵推拉式自強號加入營運後，由於其壓倒性的車輛數，莒光號主力對號列車的地位遂被自強號取代。1997年至1998年這兩年共計有上下行各6班停靠站較少的西部幹線莒光號班次改由自強號行駛。也因為上述原莒光號班次改行駛自強號後，或有取消部分停靠站情形，其取消之停靠站改由鄰近之莒光號或復興號的班次吸收，之後西部幹線的莒光號停靠站逐漸增加，失去特快車的光環。
2000年10月20日，因應車頂冷氣復興號車廂持續改造為10500系列莒光號與觀光列車，復興號車廂不足，故部分復興號班次改以莒光號行駛，莒光號常態編組由10輛縮減為9輛。因停靠站與時刻無變更，有批評變相漲價的聲浪出現，直到2010年12月22日改點復興號退出西部幹線營運前，台鐵有數次將復興號改以莒光號行駛的改點。
2001年春節期間，10500系列莒光號首度以加班車姿態行駛一般旅客列車，並於春節假期結束後加入定期列車行駛。
2003年臺灣鐵路管理局的112輛FPK10600／FPK11600型莒光號車廂改造案，在改造期間因得標廠商「隆成發鐵工廠股份有限公司」向中國大陸廠商「歐特美交通設備」採購的凱德板（作為車廂隔間材料）出現嚴重瑕疵，導致改造進度被迫中斷，加上後來又被爆出藏有弊端，引發一連串合約糾紛。經多年官司纏訟後，臺鐵終於與隆成發解約，改造案亦完全終止。最終FPK10600／FPK11600型莒光號車廂僅有39輛改造完成，而未改造完成38輛（莒光號車廂24輛+復興號車廂14輛）報廢除籍；其餘未改造的35輛，則以原先車輛型式繼續行駛。
2004年春節期間，10600系列莒光號首度以加班車姿態行駛一般旅客列車，並於春節假期結束後加入定期列車行駛。同年5月21日改點後，莒光號常態編組由9輛縮減為8輛。
在太魯閣列車與普悠瑪列車陸續加入營運後，東部幹線及西部幹線莒光號班次均逐漸減少。
2011年9月28日台鐵進行列車車次調整，莒光號（觀光列車與團體列車除外）定期列車車次由個位數或二位數調整為三位數，不定期列車仍為四位數，千位數字固定為5。
2016年9月1日起因臺鐵人力不足、且為延長夜間維修時間帶，停駛逢周五到周日行駛的莒光號531次七堵到高雄及532次高雄到七堵的深夜列車，最後一班車將分別於8月28日晚間10時56分和晚間11時30分開車，29日分別於上午6時和6時28分抵達終點站後，自1979年的西部莒光號跨夜列車走入歷史。
2016年10月16日臺中線豐原─大慶段高架化通車後，由於本型列車尚未無階化為了配合臺中高架化的月臺，暫時退出山線改行海線。至10月20日改點前仍有4天的舊班表運用，543、554（556）、651次仍行駛在山線。20日改點後山線（含跨線）莒光號列車（51、52次除外）停駛（543次）或改為行駛海線（554／556、651次〔改號為653次〕）。
2018年2月24日，因海線白沙屯－通霄電車線異常，521、524、653次改行山線（停靠：台中、豐原、苗栗等站），為海線正班車首次進入台中高架段之記錄。
2018年10月12日改點後，因高雄鐵路地下化月台高度提升，西部幹線允許使用10000系列，其餘摺疊門車廂的班次截短為新左營到開（507次、522次使用自動門車廂，因為列車運用才截短為新左營到開）。
2019年2月1日，執勤春節加班車（5516次）再度行駛山線（停靠台中、豐原、后里），6月8日以端午節跨線加班車名義（5566次，潮州－花蓮）行駛山線（停靠台中、豐原、苗栗）。
2019年6月19日，原616次（樹林－臺東）改666次，為跨夜列車（彰化－臺東，經北迴線，逢週五行駛，在松山跨日），以定期列車身分再度行駛山線（停靠台中、豐原、苗栗）。
2020年2月3日，國家鐵道博物館籌備處宣布將三輛客車SP32865、SP32616、SP32773納入館藏，並將展開修復。同年12月25日，SP32865號客車恢復成初代塗裝後，從高雄機廠陸運至籌備處。
2021年5月21日，因2019冠狀病毒疾病疫情嚴峻，運量大減，台鐵停駛部分莒光號班次，至7月27日因疫情趨緩遂恢復部分班次。
2022年6月29日，本次改點後摺疊門車廂全數退役，之後的莒光號班次均使用自動門車廂，另除666次改潮州發車（也就是潮州－臺東，經山線、北迴線，逢週五行駛，在松山跨日）外再增加一列次臺東－潮州667次跨夜列車（經北迴線，逢週日行駛，在瑞穗跨日） 。
2022年10月31日起，因合約到期，環島觀光列車1次及2次，於30日最後一趟次後停駛，另外，502次莒光號為2次迴送列車兼辦客運，行駛區間為樹林－台北，也將隨之停駛，台鐵局表示，未來環島莒光號暫無復駛計畫。
2023年1月19日起，環島觀光列車1次及2次經過重新招標後，恢復營運。
2024年6月26日改點，666次莒光號改為492次推拉式自強號，667次停駛，莒光號不再行駛山線。

## 牽引
莒光號營運初期由台鐵當時最新型的R100型柴電機車牽引，鐵路電氣化後由E200、E300（E301、302）、E400於電氣化區間擔任本務機；非電氣化區間由柴電機車擔任本務機，搭配PBK電源行李車牽引運行；未來E200、400淘汰後，改由台鐵E500型電力機車牽引。
2020年12月23日南迴鐵路電氣化通車後，環島幹線電氣化正式完成，莒光號定期列車全數改由電力機車牽引，不再出現柴電機車與電力機車相互更換的情形。

## 營運

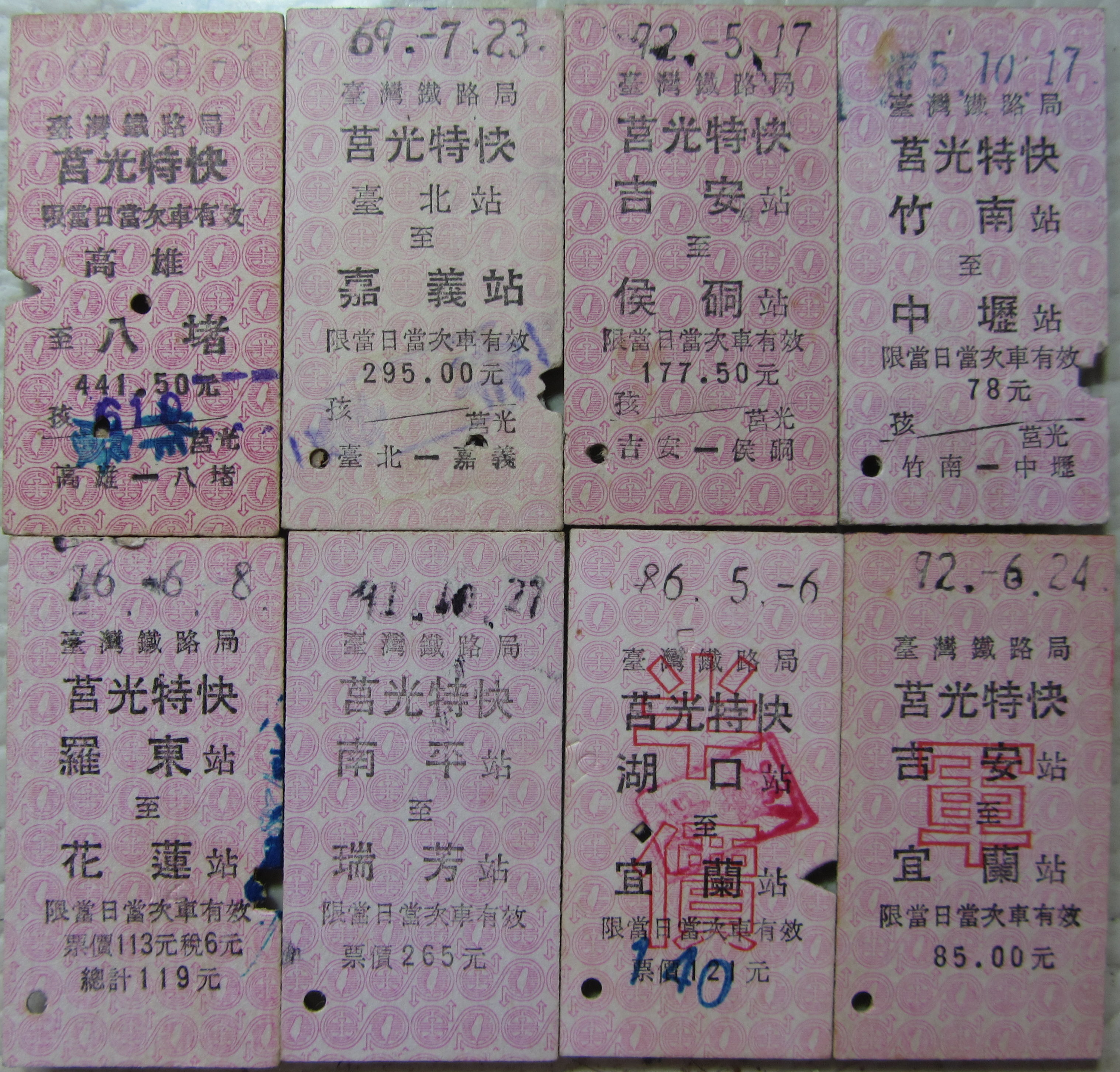
臺灣鐵路管理局各時期印製的莒光號名片式車票

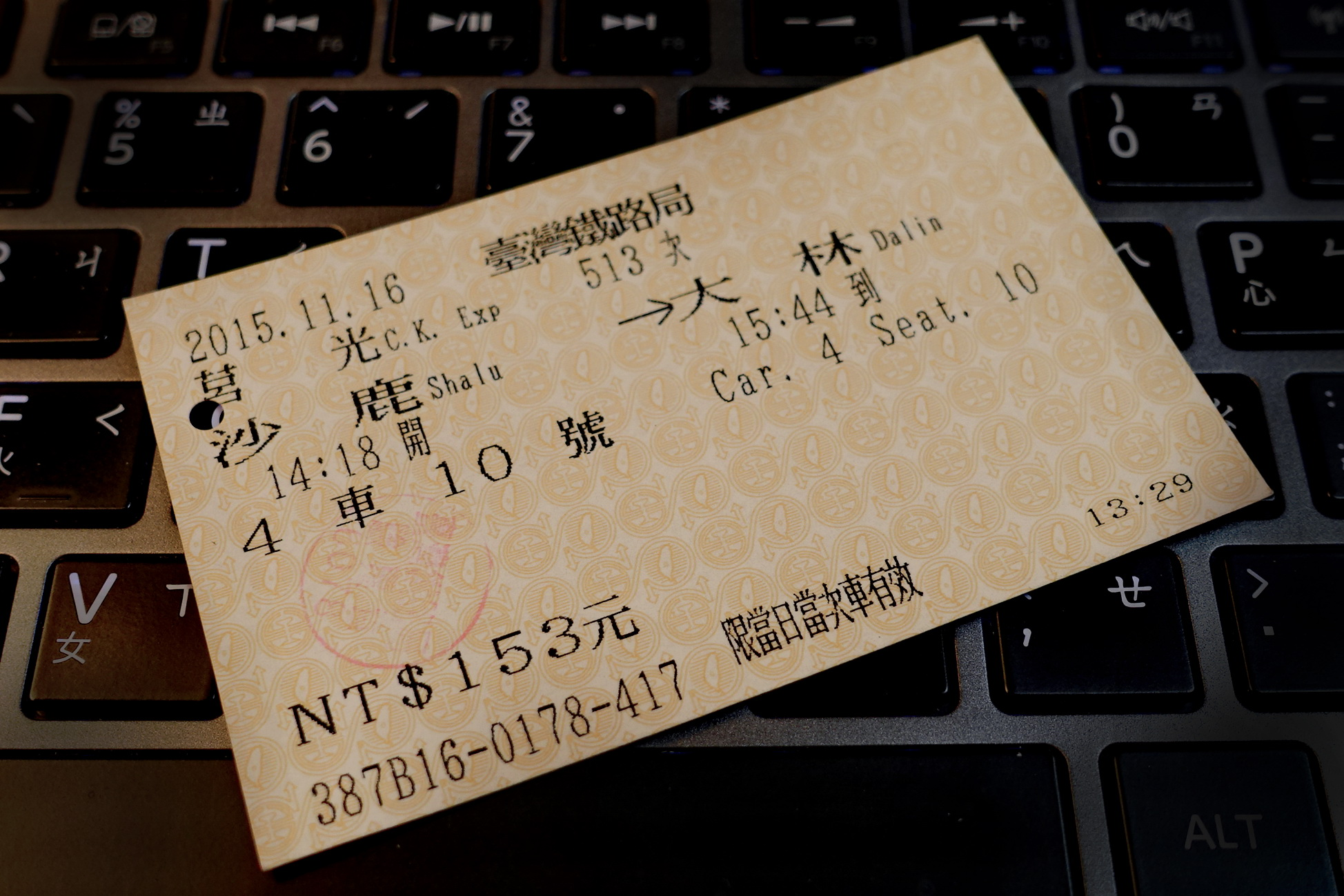
舊版莒光號熱感應式車票

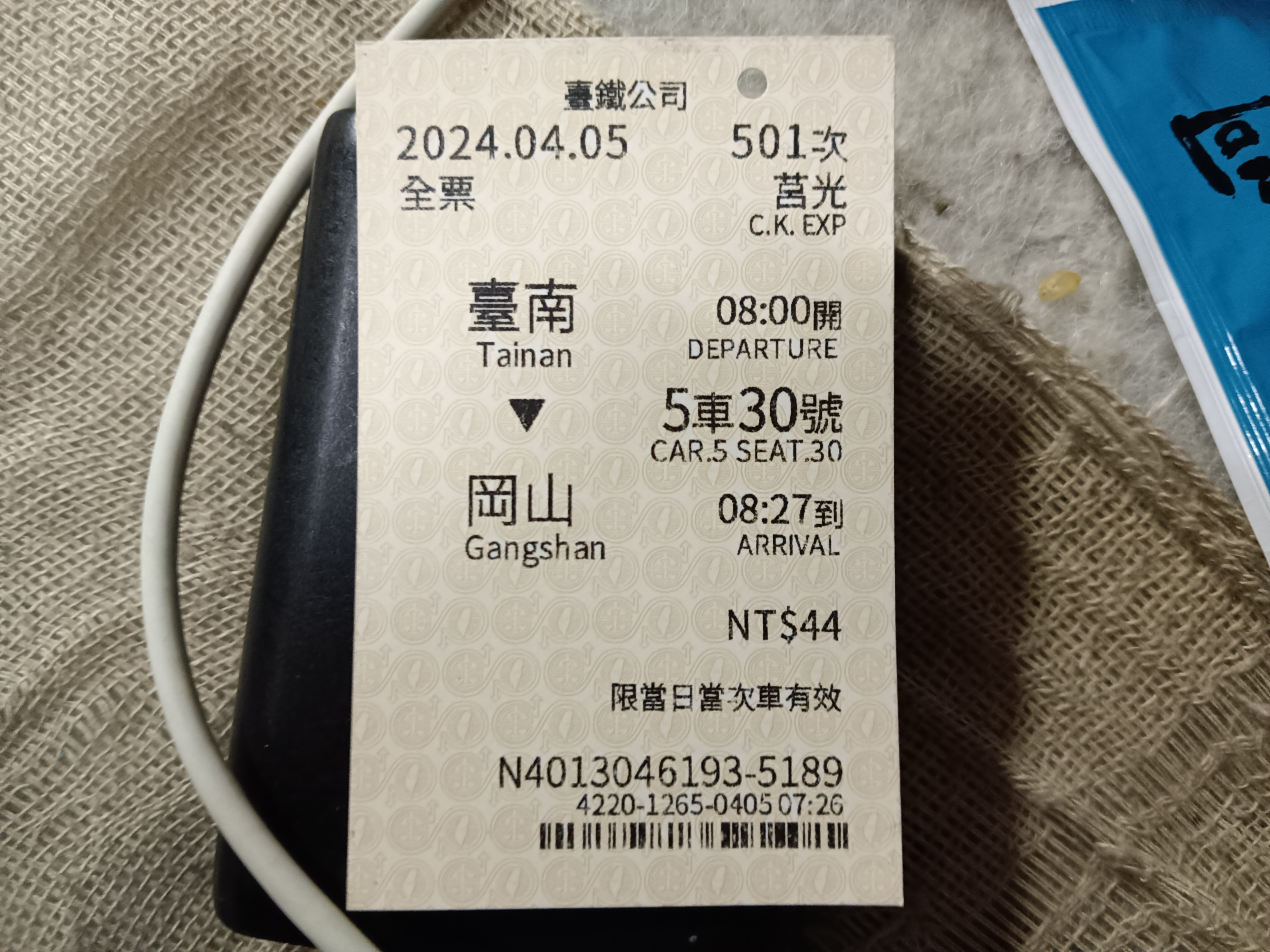
新版莒光號熱感應式車票

西部幹線尚未電氣化通車前，莒光號列車平常有2種編組方式。一種是4輛客車+1輛餐車+3輛客車+1輛電源行李車，一種是6輛客車+1輛電源行李車。
西部幹線電氣化通車後，雖然自強號加入營運使得莒光號成為第二等級的列車，不過台鐵仍持續以新造或更新名義增備莒光號客車，至1990年西部幹線、宜蘭線、北迴線班次為10輛編組，台東線為5輛編組（在花蓮進行增減編組作業），南迴線為6輛編組（81次、82次跨線莒光號為8輛編組），逢例假日或連續假日視情況加掛車廂，大多加掛兩節。
2001年4月25日改點，東部幹線的莒光號班次編組不再隨營運狀態變更車廂，編組固定下來。
2006年11月1日起，台鐵新增以復興號票價收費的區間快車車種，部分班次由莒光號客車行駛或由原本莒光號班次改為區間快車，用復興號票價乘坐莒光號客車，直到EMU700加入區間車營運。
2006年時臺鐵營運的莒光號共有441輛，總座位數為2.2萬個以上。2004年度營運數據顯示，莒光號一年載客數為20,374,404人次，約佔臺鐵總客運人數的1成2（臺鐵總客運人數為168,473,029人次）。
2025年6月前票價每公里新臺幣1.75元計算，6月後調漲票價計算，臺北到（西部幹線以南）台中是386元、台南是687元、高雄是767元、到屏東是802元；到（北迴幹線以東）花蓮是449元、到臺東是722元。

## 現況
由於本型車為動力集中式，因此加速度比其他動力分散式列車慢，加上部分機車頭車齡已超過40年，因此頻頻發生故障，故部分車次會以雙機車頭行駛。

## 備註
另外早年臺鐵頭等車僅指沙發椅客廳車，所有有彈簧或海綿椅墊的客車都是二等車（長條椅及已淘汰的木板椅是三等），鐵路電化以後，莒光客車改列頭等車，此後增購之莒光客車使用FP(K)1xxxx之編號，之前之舊莒光客車雖仍用SP32xxx之編號，但是混合使用，2002年開始客廳車被分為莒光客車一部份，不再是與莒光客車無關之分類。

## 外部來源
列車收藏誌Train Collection 莒光號客車介紹 （页面存档备份，存于）